# Uhm Ji-won

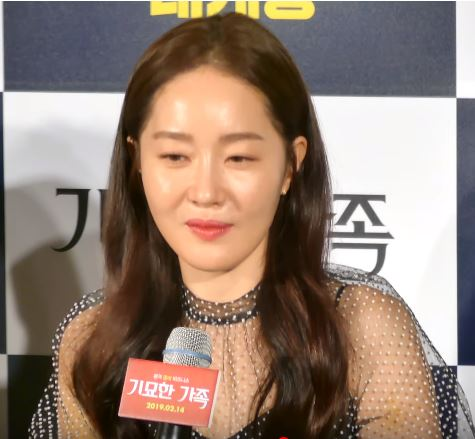
Uhm Ji-won nel maggio 2019

Uhm Ji-won (Daegu, 25 dicembre 1977) è un'attrice sudcoreana.

## Biografia
Nata a Daegu il 25 dicembre 1977, Uhm Ji-won intraprende la carriera di attrice nel 1998. Ha partecipato ai film So-won (2013), Bullyang namnyeo (2010), The Phone (2015), Missing: Sarajin yeoja (2016) e Master (2016), mentre nel 2019 al drama Bom-i ona bom.

## Filmografia parziale
- Piccole donne (작은 아씨들?, Jag-eun assideulLR) – serie TV (2022)
- Jung E (정이, Jeong-i), regia di Yeon Sang-ho (2023)
- La valigia (트렁크?, TeureongkeuLR) – serie TV (2024)